# Branislava Sušnik
Branislava Sušnik, slovenska antropologinja, * 28. marec 1920, Medvode, † 28. april 1996, Asunción, Paragvaj

## Življenje in delo
Osnovno šolo in klasično gimnazijo je obiskovala v Ljubljani, leta 1937 se je vpisala na univerzo, kjer je diplomirala iz prazgodovine in zgodovine na ljubljanski Filozofski fakulteti. Hkrati je na Dunaju študirala etnozgodovino in uralo-baltiško jezikoslovje. Leta 1942 je končala študij z doktoratom iz etnozgodovine in uralo-altajskega jezikoslovja pri nemškem antropologu prof. Wilhelmu Schmidtu, ki ji je odprl vrata antropologije. Od leta 1942 do 1943 je začela na Vatikanskem biblijskem inštitutu v Rimu s študijem kultur in jezikov Male Azije. Diplomirala je iz proučevanja klinopisnih plošč iz Kapadokije nastalih okoli 3000 let pr.n.št. Obiskovala je tudi predavanja iz rimske in starokrščanske arheologije ter sumerobabilonske zgodovine in arheologije. V Rimu je imela stike s šolskimi sestrami, ki so ji čez 15 let odločilno pomagale. Po končanem študiju v Rimu se je vrnila v Slovenijo.
Njen oče Jože Sušnik je bil v začetku druge svetovne vojne umorjen. Za Branislavo Sušnik je bil to čas, o katerem ni rada govorila. Ko je hotela zbežati v Italijo, so jo ujeli in zaprli v zaporu v Ajdovščini. Nato je odšla na Koroško in kasneje kot begunka je odšla v Rim k šolskim sestram. Leta 1947 je odšla v Argentino v Buenos Aires. Med enomesečno potjo z ladjo se je naučila špansko.
Na povabilo šolskih sester je odšla v misijon med indijance rodu Toba. Poučevala je njihovo kulturo ter jezik in o tem izdala obsežno študijo.
Leta 1951 je na povabilo ustanovitelja Etnografskega muzeja Andrésa Barbera odšla v Paragvaj v Asunción. Po njegovi smrti je leta 1952 prevzela vodenje muzeja in ga je vodila vse do svoje smrti leta 1996. Opravila je reorganizacijo muzeja in povečala muzejsko zbirko. V tem času je opravila tudi veliko terenskega dela in organizirala je več odprav med staroselce. Za znanstveno proučevanje in stik z indijanskimi ljudstvi se je morala naučiti njihovega jezika. Bila je nadarjena za jezike in je znala 8 indijanskih jezikov. Doktorica Sušnik je proučevala tudi avtohtona ljudstva v Peruju. 20 let je vodila na Filozofski fakulteti univerze v Asunciónu katedro za ameriško arheologijo in etnologijo.
Njen navdih, vodnik in vzornik je bil Friderik Baraga.
V svoji dolgi in bogati znanstveni karieri je napisala teoretično osnovo za razvoj socialne antropologije in zgodovine Paragvaja ter številne študije o običajih in jezikih posameznih plemenskih skupnostih. Njena bibliografija zajema okoli 83 del.
V Sloveniji sta izšli njeni deli Med Indijanci Lengua in  Totemizem in šamanizem pri Čamokokih. Za življenjsko delo, ki obsega več kot 70 etnoloških razprav in člankov, je prejela 1992 paragvajsko nacionalno nagrado za dosežke v znanosti in bila posmrtno odlikovana za znanstveni prispevek k paragvajski identiteti.